# Giovanni Battista Baliani
Giovanni Battista Baliani (Genova, 1582 – Genova, 1666) è stato un matematico e fisico italiano.
È noto per i suoi studi di meccanica e di astronomia. È spesso altresì indicato come Giovanni Battista Baliano.

## Biografia
Appartenente ad un'eminente famiglia fu avviato dal padre, senatore della Repubblica di Genova, alla carriera politica dove ricoprì importanti incarichi. Nel 1623 entrò nel Senato e nel 1647 come governatore di Savona fece da mediatore evitando uno scontro navale nel porto tra la flotta francese comandata da Richelieu e quella napoletana.
Baliani, pur non trascurando la sua attività politica, si impegnò attivamente nella ricerca scientifica, suo primario interesse sviluppato sin da giovane con un'intensa applicazione agli studi filosofici e letterari.
L'avanzare del metodo sperimentale nel XVII secolo e il decadere delle teorie peripatetiche trovarono in lui un fecondo sostenitore impegnato nelle indagini scientifiche degli aspetti più complessi della fisica (equilibrio meccanico delle masse e moto naturalmente accelerato), le cui soluzioni furono però contrastate dando luogo ad una polemica europea che durò per più di un secolo dopo la sua morte.

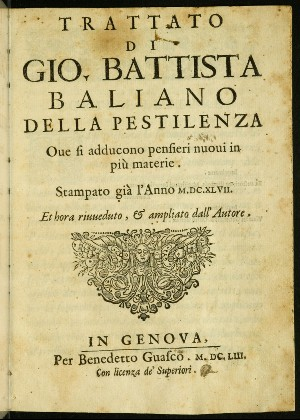
Frontespizio del Trattato di Gio. Battista Baliano della pestilenza... (1653)

### L'incontro con Galilei
Nel 1613 Baliani viene presentato per lettera a Galilei da Filippo Salviati che così lo descrive al maestro: «che si ride di Aristotile e di tutti i Peripatetici... [e che] a molte cose mi ha date l'istesse ragioni che ho intese da lei.» . Iniziò così, con una lettera di Galilei a Baliani (25 gennaio 1614), una corrispondenza scientifica che durò per oltre venticinque anni sino alla morte dello scienziato pisano. Dalle lettere scambiate si evidenziava soprattutto una completa identità metodologica tra i due studiosi. Scriveva Galilei «... il Sig. Filippo ... mi scrive aver trovato gran conformità tra le sue speculazioni e le mie; di che non mi sono meravigliato, poiché studiamo sopra il medesimo libro e con i medesimi fondamenti.» e confermava Baliani: «E invero io mi sono sempre riso di tutte le conclusioni filosofiche che non dipendano (oltre quelle che sappiamo essere vere per lume di fede) o da dimostrazioni matematiche o da esperienze infallibili; ... io conosco aver incartato più volte nell'istesse sue opinioni; il che ... non è per altro che per aver ambidue studiato nello stesso libro ...» 
Il 4 aprile del 1614 Baliani comunica a Galilei di aver fatto una formidabile scoperta: un sistema per cuocere senza fuoco. Riempita una pentola d'acqua la si teneva ferma sopra un piatto di ferro che girando vorticosamente provocava attrito e calore facendo bollire l'acqua. Questo primo esperimento confermava la trasformazione dell'energia in calore.
La stima crescente negli anni per Baliani portò Galilei, che ebbe modo di conoscerlo di persona nel 1615 a Firenze, a proporlo per l'iscrizione nei Lincei con queste parole registrate a verbale nella seduta accademica del 26 gennaio 1616: «maximopere laudavit animi candorem, ingenii sublimitatem, morum suavitatem et verum philosophandi modum... » 

### La pressione dell'aria
Nel 1630 Baliani aveva notato, eseguendo dei lavori nel porto di Genova, l'anormale salita dell'acqua in un sifone e ne aveva chiesto una spiegazione a Galilei. La risposta non soddisfece Baliani che continuò a studiare lo strano fenomeno giungendo per suo conto alle stesse conclusioni degli studi sullo stesso argomento che Isaac Beeckman a Dordrecht e Cartesio ad Amsterdam avevano condotto scoprendo che la salita dell'acqua nel sifone era causata non dall'antico principio finalistico dell'horror vacui, ma dalla pressione uniforme dell'aria.
Baliani riferì il 24 ottobre 1630  questi risultati a Galilei che sosteneva l'opinione di Erone di Alessandria sulla mancanza di peso, e quindi di pressione, dell'acqua e dell'aria nei loro luoghi naturali. Ne nacque così una "querelle" tra i parigini con Marin Mersenne e gli italiani che si concluse solo con le convergenti scoperte di Evangelista Torricelli e Blaise Pascal.

### La polemica sulDe motu
Mentre Galilei nel 1638 con la prevista pubblicazione delle Nuove scienze stava per dar forma definitiva ai suoi manoscritti relativi al moto, che già erano apparsi clandestinamente in Olanda, Baliani anticipandolo di alcuni mesi pubblicava il suo trattato De motu naturali gravium solidorum basato su le stesse conclusioni galileiane.
Baliani, senza alcun riferimento agli studi di Galilei, rivendicava l'originalità e la priorità delle sue scoperte risultanti da esperimenti risalenti al 1611, effettuati nella rocca di Savona, che anticipavano i fenomeni della «indipendenza della velocità di caduta dei gravi dal loro peso; e la stessa enunciazione delle proposizioni sull'isocronismo delle oscillazioni pendolari e di quelle riguardanti le proprietà del moto uniformemente accelerato.» 
Discussioni e malignità si diffusero nell'ambiente scientifico europeo alimentate anche dallo strano comportamento di Baliani che, se nel 1638 inviava una copia del De motu a Galilei dichiarandosi «autore che, ancorché di lontano, si ingegna di seguire le sue pedate», nello stesso tempo confermava all'antigalileiano gesuita Niccolò Cabeo la presunta priorità delle sue scoperte.
Risentita fu la reazione di Galilei che in più lettere, alcune andate perdute, rimproverava il comportamento di Baliani e si dimostrava non alieno dal considerare anche lui, come scriveva il 12 marzo 1639 a Daniele Spinola, che per primo aveva avanzato l'accusa, un plagio l'opera De motu.
Dopo la morte di Galilei, Baliani pubblicò nel 1646 un'edizione accresciuta del De motu senza mai citare Galilei, che pure gli aveva fatto notare nell'edizione precedente un errore nelle sue teorie. Il fisico genovese continuava a sostenere la priorità delle sue scoperte appoggiato nella sua pretesa da Cabeo e da Mersenne che gli scriveva il 25 ottobre del 1647: «Ho gran gusto che V. S. mi habbia imparato per l'ultima sua, che Galileo non sia il primo che ha osservato la proporzione del moto dei corpi gravi che cadono giù, perché io pubblicherò a tutti quanti che in ciò siete stato il primo osservatore, come l'ha confermato il padre Cabeo nel luogo citato da voi nelle sue meteore.» 
Dopo la morte di Baliani continuò per lungo tempo, anche dopo la riedizione delle sue opere nel 1792, la polemica sulla priorità delle scoperte da risolvere probabilmente con la tesi di un cronologico parallelismo nelle ricerche avvenuto in buona fede tra i due scienziati.

## Opere
- De motu naturali gravium solidorum Ioannis Baptistae Baliani patritii genuensis, Genova 1638
- De motu naturali gravium solidorum et liquidorum Io. Baptistae Baliani patritii genuensis, Genova 1646
- Trattato della pestilenza ,di Gio. Battista Baliano, Savona 1647
- Opere diverse, Genova 1666
- Opere diverse di Gio. Battista Baliani patrizio genovese aggiuntavi nell'avviso a chi legge una compendiosa notizia della di lui vita, Genova, Gio. Franchelli stamp. camerale, 1792